# Len Carlson
Len Carlson, född 2 september 1937 i Edmonton, Alberta, död 26 januari 2006 i Richmond Hill, Ontario, i en hjärtattack, var en kanadensisk röstskådespelare som medverkat som röst i ett flertal tecknade TV-serier och filmer.
Några figurer som Carlson gav sin röst till är Big Boss i C.O.P.S., Ganon i Legenden om Zelda, Senator Kelly i X-Men, Bert Tvättbjörn i Tvättbjörnarna, Professor Kallhjärta i Krambjörnarna, Allo och Quackpot i Dinosaucers, samt Green Goblin i Spindelmannen från 1967.